# Wynton Rufer
Wynton Rufer (sinh ngày 29 tháng 12 năm 1962) là một cầu thủ bóng đá người New Zealand.

## Đội tuyển bóng đá quốc gia New Zealand
Wynton Rufer thi đấu cho đội tuyển bóng đá quốc gia New Zealand từ năm 1980 đến 1997.

## Thống kê sự nghiệp
| Đội tuyển bóng đá New Zealand | Đội tuyển bóng đá New Zealand | Đội tuyển bóng đá New Zealand |
| Năm                           | Trận                          | Bàn                           |
| ----------------------------- | ----------------------------- | ----------------------------- |
| 1980                          | 4                             | 0                             |
| 1981                          | 2                             | 3                             |
| 1982                          | 6                             | 2                             |
| 1983                          | 0                             | 0                             |
| 1984                          | 0                             | 0                             |
| 1985                          | 3                             | 1                             |
| 1986                          | 0                             | 0                             |
| 1987                          | 0                             | 0                             |
| 1988                          | 1                             | 0                             |
| 1989                          | 1                             | 0                             |
| 1990                          | 0                             | 0                             |
| 1991                          | 0                             | 0                             |
| 1992                          | 0                             | 0                             |
| 1993                          | 0                             | 0                             |
| 1994                          | 0                             | 0                             |
| 1995                          | 0                             | 0                             |
| 1996                          | 2                             | 0                             |
| 1997                          | 3                             | 4                             |
| Tổng cộng                     | 22                            | 10                            |